# Абрамети
Абрамети (груз. აბრამეთი) — село в Грузии, на территории Тетрицкаройского муниципалитета края (мхаре) Квемо-Картли.

## География
Село находится в юго-восточной части Грузии, на левом берегу реки Алгети, на расстоянии приблизительно 6 километров (по прямой) к северо-востоку от города Тетри-Цкаро, административного центра муниципалитета. Абсолютная высота — 937 метров над уровнем моря.

## Население
По результатам официальной переписи населения 2014 года в Абрамети проживало 6 человек (4 мужчины и 2 женщины). В национальной структуре населения грузины составляли 100 %.
| Год  | Население, человек |
| ---- | ------------------ |
| 2002 | 19                 |
| 2014 | ↘ 6                |